# Промахон-Тополница
Промахон-Тополница (на гръцки: Προμαχώνας-Τopolnica) е името на праисторическо селище разположено на българо-гръцката граница, недалеч от десния бряг на река Струма  — началото на Рупелското дефиле. Намира се между българското село Тополница и гръцкото Драготин (Промахон, Προμαχώνας).
Административно селището е разделено на две части: български сектор — Тополница, и гръцки сектор — Промахон. До 1992 година, когато започват археологическите проучвания в гръцкия сектор Промахон, селището е известно единствено с българското си име — Тополница. Именно това е селището, чиито проучвания дават името на културата Тополница–Акропотамос — голяма къснонеолитна култура, разпространена в долината на река Струма.
Материалите от българския сектор Тополница се намират в НАИМ-БАН, НИМ-София, РИМ-Благоевград и ИМ-Петрич, а от гръцкия Промахон — в Археологическия  музей в Сяр (Серес) и базата в санаториума при Валовища (Сидирокастро).

## Местоположение
Праисторическото селище Промахон-Тополница се намира на границата между България и Гърция в югозападния ъгъл на България, около гранична пирамида № 63. Днешната държавната граница разделя обекта на две, от които попадащата в България част се нарича сектор Тополница, а в гръцката — сектор Прамахон.  
Праисторическото селище лежи на 1 km западно от десния бряг на река Струма, на 2 km южно от българското село Тополница (България), 3.5 km северозападно от село Промахон (Гърция). Разположено е на ръба на една от надзаливните ѝ издължени тераси, в подножието на източните склонове на планината Беласица. Това е западната част на една от широките долини по поречието на река Струма, която граничи на изток с  Сенгелската планина. Много е вероятно в миналото водите на река Струма да са преминавали по-близо до праисторическото селище. 
В България местността, където се намира селището, се нарича Кременица. Геологията на района показва, че селището е построено върху голям eрозионен конус. 
Праисторическото селище заема площ от около 40 декара. Доминантното му географско положение може да се приеме като указание за това, че жителите му са контролирали преминаването през Рупелското дефиле, а с това и търговския път по река Струма. 
Промахон-Тополница е важното свързващо звено между неолитните култури на Северна Гърция и тези от Югозападна България и Сърбия. В края на шестото и началото на петото хилядолетие пр. Хр. селището е имало ключова роля за праисторията на тази част от Балканския полуостров и за култовите практики в района. Животът в него е продължил около 400 години, между 5100 и 4700 г. пр. Хр.
- Бъргаро-гръцката гранична бразда при пирамида № 63, разделяща Промахон-Тополница на две части (фотография 1999 г.)
- 3D модел на ерозионния конус върху който е изградено праисторическото селище Промахон-Тополница

## История на проучванията
Праисторическото селище Промахон-Тополница е открито през 1979 година от Димитрина Бъчварова, тогавашен директор на музея в град Петрич. По това време тя прави серии от теренни обхождания с участието на ученици, членове на кръжока „Млад историк“. Обектът е регистриран и през 1980 година от българо-полската експедиция „Струма“ проучваща селищната мрежа по поречията на реките Струмешница и Средна Струма. Обхожданията са направени под ръководството на Мечислав Домарадски. В тях са участвали и: Лиляна Перничева-Перец, Малгожата Гремска-Кулов и Илия Кулов.  
Археологическите проучвания на селището започват през 1980 година и продължават повече от 20 години. Разкопките в сектор Тополница се провеждат без прекъсване от 1980 до 1991 година и се ръководят от Хенриета Тодорова, Тодор Димов, Явор Бояджиев и Иван Вайсов. По това време мястото е строго охранявана „затворена“ гранична зона поради което и проучванията са били с ограничен времеви диапазон. 
Проучванията на гръцкия сектор Промахон започват през 1992 година и продължават до 2002 година. Те се ръководят от Хайдо Кукули-Хрисантаки и Йоанис Асланис. В рамките на гръцко-български проект в тях участва и български екип начело с Хенриета Тодорова, в който влизат: Явор Бояджиев, Иван Вайсов, Веселин Драганов, Калин Димитров и други.
- Иван Вайсов, Георги Ганецовски и Явор Бояджиев при граничната пирамида 63, сектор Тополница, снимка 1988 г.
- Среща на гръцкия археолог Йоанис Асланис и реставраторът Панайотис Занетакис с българските и гръцки граничари по време на разкопките през 1993 г.
- Менйос Менидис, Хенриета Тодорова и Иван Вайсов по време на проучванията на сектор Промахон (2000 г.)
- Хайдо Кукули-Хрисантаки, по време на проучванията на сектор Промахон (2002 г.)
- Панайотис Занетакис, водещ реставратор на археологическите проучвания на сектор Промахон (2001 г.)
- Проучване на археологически структури в сектор Промахон (1999 г.)

## Методика на проучванията
Наред с традиционните археологически методи на проучване неолитното селище Промахон-Тополница е изследвано и с методите на геофизиката. С методите на геоелектриката (Вертикално електро сондиране) е изследвана цялата територия на селището, а с методите на геомагнетиката — българския сектор Тополница и малка част от гръцкия сектор Помахон. Резултатите от тези изследванията показват, че ранното селище е било с по-малка площ и е оградено с широк вал с полегата външна и отвесна вътрешна стена. 
- Димитър Стоев, Кирил Велковски и Михаил Георгиев. Работа на терен — обработка на данните от геофизичните проучвания на сектор Промахон през 1995 г.
- Мирослав Анчев, Стоян Иванов, Иван Вайсов и Петър Зидаров. Геофизични проучвания през 2010 г.
- Иван Суванджиев, Димитър Стоев и Кирил Велковски. Работа по отчитане на вертикалното ел. съпротивление на обект Промахон-Тополница, сектор Тополница, 2011 г.
- 3D модел на регистрирания с методите на геофизиката вал в Промахон-Тополница, фаза I. Наличието му е потвърдено и при археологическите проучвания на сектор Промахон.

## Резултати от археологическите проучвания
Праисторическото селище Промахон-Тополница има три основни фази на развитие. Те най-добре са представени в стратиграфията на вкопания храм в сектор Промахон. 

### Фаза I (5250—5100 г. пр. Хр.)
През първата фаза от живота на селището тук е изграден голям, сутеренен храм, вкопан на 3 м. в стерилния пласт. Той е бил двуетажен.  Долната му, вкопана част е служила за извършване на жертвоприношения. Там е открит голям брой букраниони — фронтални части от бичи черепи. Отвесните стени на храма са били укрепени с вертикално поставени дървени колове върху които са били закачени споменатите черепи на бикове. Тези черепи са били обработвани предварително, като е отстранявана тилната им част, а с червена охра  са оцветявани лицевите им такава. На места върху стените е имало дървена обшивка изрисувана с многоцвента геометрична украса. В сутерена се е влизало по стълба през отвор разположен в пода на храма. Има вероятност покривната конструкция на вкопания храм да е била равна, с овална форма, изградена от масивна дървена конструкция. Депонираните в сутерена керамични съдове, високите кухи цилиндрични столчета използвани за направата на ударни музикални инструменти, аскоси, множество черепи от бикове, антропоморфни фигурки, някои от които неизпечени и грубо моделирани, глинени светилници и др. специфични предмети, както и многобройните напластявания говорят за цикличност на практикуваните в храма култовите ритуали.
Фактически селището от този период представлява изграден около храма комплекс ограден с широк глинен вал. Много е вероятно сгради му да имат пряка връзка с култовите практики, което превръща селището в регионално — култово такова. Откритите големи дупки от колове предполагат, че сградите са били с масивни дървени подпори, като същите са били обединени в комплекси (клъстери) обединяващи по няколко сгради под общ — равен покрив, който също е бил използван в ежедневието. Доказателство за това са откриваните паднали от покрива отухлени елементи от топлинни съоръжения и глинени подници. Малко е вероятно, но не може да се изключи, че част от сградите са били двуетажни. Сутеренът на сградите от първата фаза е бил вкопан около 50 см в стерила.
Първото селище е загинало при пожар, доказателство за което е откриването на мощен пепеляв пласт запечатващ деструкциите на сградите. Не е изключено (но все още недоказано) опожаряването на селището да е следствие от външна интервенция.
Специфично за керамиката от тази фаза е наличието на голямо количество специална такава, украсена с гъста субстанция направена на основа черен растителен катран (сок извличан от корените и кората на иглолисти и широколистни растения) примесен с фини прахови частици (неправилно наричан битум). Получената гъста субстанция е използван за залепване на геометрични орнаментални пана направени от бялата кора на бреза следи от която са открити върху стените на някои от керамичните съдове. Откриването им в сутерена на храма определено говори за култовия характер на тази категория керамични съдове.  
Характерно за керамиката от този период е и появата на такава украсена в стил Промахон (орнаментални композиции направени от червено боядисани широки полета) и на една специфична категория керамични съдове – т.нар. брек-топед (black-topped) керамика. За пръв път се появяват и аскосите, някои от които с врязана украса и изразени анропо-зооморфни черти. 
Общата характеристика на керамичния комплекс недвусмислено говори за това, че селището е едно от периферните такива на северозападната култура Винча В2, успешно наложила определени култови практики в района. Към тази фаза се отнасят и първите данни за появата на едно южно население — култура Тополница-Акропотамос. 
- Промахон-Тополница. Обща снимка на сектор Тополница (фотография от 1988 г.)
- Графична реконструкция на сграда 2 от сектор Тополница, фаза I (идея и реконструкция на Иван Вайсов)
- Фрагмент от фасадата на глинен модел на храм (?) с релефно представени, червено боядисани, бичи глави. Сектор Промахон
- Графична реконструкция на праисторически храм в Промахон-Тополница направена по податки от откритите в селището глинени модели на сгради.
- Сутеренът на храм от фаза I в сектор Промахон (фотография от 2001 г.)
- Профилът на вкопания храм, открит в сектор Промахон (фотография от 2002 г.)
- Седяща антропоморфна фигурка с дете на ръце открита във сутерена на храма в сектор Промахон – фаза I
- Керамичен съд с украса нанесена с растителен катран. Сграда 2 в сектор Тополница. Фаза I. Днес част от постоянната експозиция на НАИМ-БАН
- Ритуална керамична лампа от сектор Тополница. Фаза I. Днес част от постоянната експозиция на РИМ-Благоевград.
- Керамичен съд с двуцветна, black-topped повърхност, и канелюри върху черната горна част (сектор Тополница). Днес част от постоянната експозиция на НАИМ-БАН

### Фаза II (5100—4900 г. пр. Хр.)
През втората фаза селището нараства значително. Това е времето на култура Тополница-Акропотамос. Защитният вал от първата фаза престава да съществува. Селището има хоризонтална стратиграфия и две подфази (А и В). Фазите са с проследима приемственост на развитие. Масово се появява керамика със специфичната за района рисувана украса: стил Струмско (рисувана с широки, тъмно кафяви линии), стил Акропотамос (рисувана с тънки, тъмно кафяви линии) и стил Димитра (червено боядисани широки полета кантовани с тънки, тъмнокафяви линии). Стратиграфската позиция на рисуваната керамика стил Струмско показва, че тя предхожда тази рисувана в стил Акропотамос. Това е и определящото при разделянето на двете подфази. В действителност обаче в селището има и места където тези два стила са едновременни. На места широката тъмнокафява рисунка стил Струмско се появява заедно и с най-ранната широка графитна украса. Хронологически появата на споменатата графитната украса в Промахон-Тополница се приема за най-ранната графитна украса на Балканите. 
Сградате от второто селище вече са били наземни с близка до квадрата форма и дървена колова конструкция. По това време в селището също е имало култови постройки, една от които е откритата през 1982 година сграда 1 (сектор Тополница).  Сградата е с близка до квадрата форма — размер 5,00 х 5,20 m. Ориентирана е североизток — югозапад. Има два противоположни входа — един от североизток и един от югозапад. В нея е открита голяма пещ с два странични джоба в които са се поставяли предварителна затоплените в пещта камъни. Този начин за допълнителна акумулация на топлинна енергия е уникален не само за България. 
Недалеч от споменатата пещ е открит голям глинен подиум върху който е изградена статична композиция от три масивни антропоморфни фигури. Централната фигура е такава изградена около вертикална дървена колона. От вън, до североизточния вход, е имало антропоморфен съд богато декориран с рисувана украса стил Акропотамос горната част от който е открита в разораната част на близката гранична бразда. В сградата са намерите още съдове с рисувана украса стил Акропотамос и един импортен съд с черна повърхност тип Лариса. Тук е открит и един голям глинен светилник. Този уникален култов комплекс е единствения по рода си в България и доказва наличието на стационарни, анртопо—зооморфно ориентирани култови практики. 
- Сграда 1, храм от фаза II (сектор Тополница, фотография от 1981 г.)
- Пещта в сграда 1 (сектор Тополница, фотография 1981 г.)
- Стационарна масивна глинена композиция с три антропоморфни фигури от сграда 1 (сектор Тополница). Днес двете крайни фигури са част от постоянната изложба на НИМ-София
- Горната част от антропоморфен съд открит до североизточната стена на сграда 1, сектор Тополница

### Фаза III
По-късно тук, се установява мобилна група от ранноенеолитно население (култура Дикили Таш-Слатино). Тези пришълци са се занимавали с добив и преработка на медна руда. В проучваните до сега зони обаче не са регистрирани жилищни структури от този период. Открити са само няколко плитки ями и съоръжения свързани с преработката на медна руда като: eдна вкопана металургична пещ в която е открита запазената металургична пота и два комплекса от по четири–пет плитки ямички – топилки, върху повърхността на които са открити следи от малахит. Тези факти потвърждават констатацията, че мястото е било използване кратковременно, за преработка на медна руда. 
Освен типичната за периода керамика с врязана украса тип Градешница, тук са открити и фрагменти от големи купи, украсени отвън и отвътре с познатата ни от селищата Слатино (България) и Дикили Таш (Гърция) тънка графитна украса.
- Металургични топилки за мед (сектор Промахон 1994)
- Керамична металургична пота открита във вкопаната металургична пещ в сектор Промахон

| Изследвана повърхност | Na  | Mg  | Al   | Si   | P   | S   | Cl   | K   | Ca  | Ti  | Mn             | Cr             | Fe   | Cu             |
| --------------------- | --- | --- | ---- | ---- | --- | --- | ---- | --- | --- | --- | -------------- | -------------- | ---- | -------------- |
| отвътре               | 0.2 | 2.3 | 19.8 | 53.4 | 2.0 | 0.1 | <0.1 | 6.1 | 3.8 | 1.2 | 0.3            | not determined | 10.3 | 0.5            |
| отвън                 | 0.1 | 1.9 | 18.3 | 55.6 | 1.6 | 0.1 | <0.1 | 6.5 | 4.5 | 1.6 | not determined | 0.1            | 9.6  | not determined |

## Научни публикации за неолитното селище Промахон-Тополница

### Монографии
- 2018. Kazantzis, G. 2018. The Zooarchaeology of the Late Neolithic Strymon River Valley: the case of the Greek sector of Promachon-Topolniča in Macedonia, Greece. British Archaeological Reports International Series 2908, BAR Publishing, Oxford.

### Научни събщения
- 1982. X. Тодорова. Проучвания на къснонеолитното и ранноенеолитното селище при с. Тополница. – Археологически открития и разкопки през 1981, 13.
- 1983. X. Тодорова. Разкопки на обект „Тополница“, Благоевградски окръг. – Археологически открития и разкопки през 1982, XXVIII Национална конференция по археология, 1983, 11–13.
- 1984. Х. Тодорова. Разкопки на обект „Кременица“ при с. Тополница, Благоевградски окръг. – Археологически открития и разкопки през 1983, XXIX Национална конференция по археология, 1984, 18–19.
- 1985. Х. Тодорова, Я. Бояджиев. Разкопки на обект „Кременица“ при с. Тополница, Благоевградски окръг. – Археологически открития и разкопки през 1984, XXX Национална конференция по археология, 1985, 18–19.
- 1986. Х. Тодорова, Я. Бояджиев, Разкопки на неолитното селище Кременика край с. Тополница, Благоевградски окръг. – Археологически открития и разкопки през 1985, XXXI Национална конференция по археология, 1986, 19–20.
- 1987. Х. Тодорова, Я. Бояджиев, Разкопки на неолитното селище „Кременица“ край с. Тополница, Благоевградски окръг. – Археологически открития и разкопки през 1986, XXXII Национална конференция по археология, 1987, 35–36.
- 1995a. X. Koυκoύλη-Xρυσανθάκη, I. Ασλάνης, Φ. Kωνσταντoπoύλoυ, Πρoμαχώνaς-Topolnica. Ενα πρόγραμμα ελληνo-βoυλγαρικής συνεργασίας. – Tο Αρχαιολογικό έργο στη Μακεδονία και Θράκη (ΑEMΘ)6, 1992 (1995), 561–575. (ISSN:1106-5311)
- 1995b. X. Koυκoύλη-Xρυσανθάκη, I. Ασλάνης, Φ. Kωνσταντoπoύλoυ, M. Βάλλα, Ανασκαφή στον προϊστορικό οικισμό Προμαχώνας-Topolnica κατά το 1995. – Tο Αρχαιολογικό έργο στη Μακεδονία καιΘράκη (ΑEMΘ) 9, 1998, 435–440. (ISSN:1106-5311)
- 1996a. X. Koυκoύλη-Xρυσανθάκη, I. Ασλάνης, Φ. Kωνσταντoπoύλoυ, Πρoμαχώνaς-Topolnica: Ελληνo-βoυλγαρικές έρευνες στoν προϊστoρικό oικισμό. – Tο Αρχαιολογικό έργο στη Μακεδονία και Θράκη (ΑEMΘ) 7, 1993 (1996), 505–512. (ISSN:1106-5311)
- 1996b. Παπαθανασόπουλος, Γ.Α. (εκδ.), Nεολιθικός Πολιτισμός στην Eλλάδα, Ίδρυμα N.Π. Γουλανδρή-Mουσείο Kυκλαδικής Tέχνης, Aθήνα 1996, αρ. κατ. 84.
- 1997a. X. Koυκoύλη-Xρυσανθάκη, H. Todorova,I. Ασλάνης, J. Bojadziev, Φ. Kωνσταντoπoύλoυ,I. Vajsov, M. Βάλλα, V. Draganov. Nεoλιθικόςοικισμός Πρoμαχώνoς-Τopolnica. Πρόγραμμαελληνoβoυλγαρικής συνεργασίας.). – Δέκα Xρόυια Aρχαιολογικό έργο στη Mακεδoυία και Θράκη (ΔXΑEMΘ) (Thessaloniki 1997), 123–127.
- 1997b. Κουκούλη-Χρυσανθάκη, Χ., Todorova, H., Ασλάνης, Ι., Bojadziev, J., Vajsov, I., Βάλλα, Μ. Προμαχώνας-Topolnica. Νειλιθικός οικιςμός ελληνοβουλγαρικών συνόρων. Το Αρχαιολογικό έργο στη Μακεδονία και Θράκη (ΑΕΜΘ), 10B (Aristotle University of Thessaloniki, Greece), 1997, 746-767. (ISSN:1106-5311)
- 1997c. X. Koυκoύλη-Xρυσανθάκη, I. Ασλάνης, Φ. Kωνσταντoπoύλoυ, M. Βάλλα, Προμαχώνας-Topolnica 1997: Ανασκαφή ενός προϊστορικού οικισμού σταελληνοβουλγαρικά σύνορα. – Tο Αρχαιολογικό έργοστη Μακεδονία και Θράκη (ΑEMΘ) 11, 1997, 549–555. (ISSN:1106-5311)
- 1998. Х.Koυκoύλη-Xρυσανθάκη, I. Ασλάνης, Φ. Kωνσταντoπoύλoυ, M. Βάλλα, Ανασκαφή νεολιθικούοικισμού Προμαχώνα-Topolnica 1998. – Tο Αρχαιολογ ικό έργο στη Μακεδονία και Θράκη (ΑEMΘ) 12,2000, 67–76. (ISSN:1106-5311)
- 1999. X. Koυκoύλη-Xρυσανθάκη, I. Ασλάνης, Φ. Kωνσταντoπoύλoυ, M. Βάλλα, Ανασκαφή στονπροϊστορικό οικισμό Προμαχώνα-Topolnica κατά το 1999. – Tο Αρχαιολογικό έργο στη Μακεδονία καιΘράκη (ΑEMΘ) 13 (Thessaloniki 1999), 111–116. (ISSN:1106-5311)
- 2000a. X. Koυκoύλη-Xρυσανθάκη, I. Ασλάνης, M. Βάλλα,Προμαχώνας-Topolnica 2000. – Tο Αρχαιολογικό έργοστη Μακεδονία και Θράκη (ΑEMΘ) 14, 2000, 87–98. (ISSN:1106-5311)
- 2000b. X. Koυκoύλη-Xρυσανθάκη, Προϊστορικός οικισ-μός Πρoμαχώνoς-Τopolnica. — Aρχαιολογικον δελτίον 50, 1995, 627–629.
- 2001. X. Koυκoύλη-Xρυσανθάκη, I. Ασλάνης, M. Βάλλα, Προμαχώνας-Topolnica 2001. – Tο Αρχαιολογικό έργοστη Μακεδονία και Θράκη (ΑEMΘ) 15, 2001, 75–82. (ISSN:1106-5311)
- 2002. Ch. Koukouli-Chryssanthaki, I. Bassiakos, Nonslagging copper production of 5th millennium: The evidence from the neolithic settlement of Promachon-Topolnica (Estern Macedonia, Greece). – In: 8th EAA Annual Meeting 24–29 September 2002, Tessaloniki, Hellas. Abstracts book. Tessaloniki, 2002, 193–194.
- 2005. Χ. Κουκούλη-Χρυσανθακη, I. Ασλάνης, Ι. Vajsov, M. Βάλλα. Προμαχώνας-Topolnica 2002-2003. – Το Αρχαιολογικο εργο στη Μακεδονια και Θρακη (ΑΕΜΘ) 17 (Τηεσσαλινικι 2005), 91–110. (ISSN:1106-5311)
- 2011. И. Вайсов, П. Зидаров. Промахон-Тополница, сектор Тополница (резултати от геофизичните проучвания). — Археологически открития и разкопки през 2010, 2011, 47—50.
- 2012. И. Вайсов. Промахон-Тополница, сектор Тополница (резултати от геофизичните проучвания - вертикално електро сондиране). — Археологически открития и разкопки през 2011, 2012, 63—65.

### Студии и статии
- 1998. X. Koυκoύλη-Xρυσανθάκη, H. Todorova, I. Ασλάνης, J. Bojadziev, Πρoμαχώνας-Topolnica:Πρόγραμμα ελληνοβoυλγαρικής συνεργασίας. — In: Δ. Σερρω, Οι Σέρρες και η Περιοχή τους από την Αρχαίαστη Μεταβυζαντινή Κοινωνία, Πρακτικα συνεδρίου, A΄ Tόμος (Thessaloniki 1998), 7–24.
- 2007a. Ch. Koukouli-Chrysanthaki, H. Todorova, I. Aslanis, I. Vajsov, M. Valla. Promachon-Topololnica: A Greek-Bulgarian Archaeological Project. – In: H. Todorova, M. Stefanivic and G. Ivanov (eds.) The Struma/Strimon River Valley in Prehistory, Sofia, 2007, 43–78. In the Steps of James Harvey Gaul, 2 (Gerda Henkel Stiftung), 2007, 43-78. (ISBN: 978-954-8191-11-1)
- 2007b. I. Vajsov. Promachon-Topolnica. A Typology of Painted Decorations and Its Use as a Chronological Marker. H. Todorova, M. Stefanivic and G. Ivanov (eds.). The Struma/Strymon River Valley in Prehistory. — In The Steps of James Harvey Gaul, Vol. 2 (Gerda Henkel Stiftung), 2007, 79-120. (ISBN:978-954-8191-11-1)
- 2014a. Ch. Koukouli-Chryssanthaki, H. Todorova, I. Aslanis, I. Vajsov, M. Valla. Γεωφυσική έρευνα και αρχαιολογική πραγματικότηταστον νεολιθικό οικισμό Προμαχών-Topolniča. — In: E. Stefani, N. Merousis, A. Dimoula (eds.). A Century of Researchin Prehistoric Macedonia 1912-2012 (Archaeological Museum of Thessaloniki), 2014, 251-260. (ISBN: 978-960-9621-14-4)
- 2014b. Χ. Κουκούλη-Χρυσανθάκη, H. Todorova, I. Ασλάνης, Ι. Vajsov, M. Βάλλα. Ο νεολιθικός οικισμός «Προμαχών - Topolnica». ΔΗΜΟΣ ΣΙΝΤΙΚΗΣ Ο Χώρος και η Ιστορία του, 1, 1, ΣΙΔΗΡΟΚΑΣΤΡΟ, 2014, 185-203.
- 2014c G. Kazantzis. 2014. The Vertebrate Fauna from a Late Neolithic Settlement in Greek Central Macedonia: the case of Promachon Sector - preliminary results. — In: E. Stefani, N. Merousis, A. Dimoula (eds.). A Century of Researchin Prehistoric Macedonia 1912-2012 (Archaeological Museum of Thessaloniki), 2014, 437-451. (ISBN: 978-960-9621-14-4)
- 2014d G. Kazantzis. 2014. Preliminary Results from a Faunal Assemblage in Greek Central Macedonia: the Case of the Late Neolithic Promachon Sector. — Assemblage, Proceedings of the Postgraduate Zooarchaeology Forum, Sheffield November 2012, 19—31.
- 2017. G. Kazantzis. 2017. Animal husbandry and the use of space in the Greek sector of the Late Neolithic settlement of Promachon-Topolnica. — In: Apostolos Sarris, Evita Kalogiropoulou, Tuna Kalayci, Lia Karimali (Ed’s.). Communities, Landscapes, and Interaction in Neolithic Greece, Vol. 20 (Proceedings of the International Conference Rethymno 29-30 May, 2015), 2017, 296—316. (Paperback: ISBN 978-1-879621-47-3; Hard Cover: ISBN: 978-1-879621-48-0)

### Публикации в интернет
- 2013. Νέες ανασκαφικές έρευνες στη Νεολιθική Μακεδονία (Μέρος Γ΄) Προμαχών-Topolnica

### Постери
- 2012. Η Ζωοαρχαιολογία της Ύστερης Νεολιθικής κοιλάδας του Στρυμόνα: η περίπτωση του ελληνικού τομέα του οικισμού Προμαχώνας – Topolnica (προκαταρκτικά αποτελέσματα) POSTER.
- 2014. PROMACHON-TOPOLNICA. Contacts and communication breakdowns in the distant past at the modern Bulgarian-Greek border.

### Презентации от конференции
- 2012. Geophysical investigation and archaeological reality in the neolithic site Promachon-Topolnica (Conference report and presentation, Thessaloniki 2012)
- 2015. G. Kazantzis. 2015. Animal husbandry and the use of space in the Greek sector of the Late Neolithic settlement of Promachon – Topolnica.